# Сперхей
Сперхей (дав.-гр. Σπερχειός) — в давньогрецькій міфології бог річки в Фессалії, йому було обіцяне волосся Ахілла. Батько Менесфея, одного з вождів мірмідонців у Гомера. Приходить до Пенея.